# Parasitorhabditus crypturgophila
Parasitorhabditus crypturgophila är en rundmaskart. Parasitorhabditus crypturgophila ingår i släktet Parasitorhabditus och familjen Rhabditidae. Inga underarter finns listade i Catalogue of Life.